# Pedro (futbolista)
Pedro Eliezer Rodríguez Ledesma (Santa Cruz de Tenerife, Canarias, 28 de julio de 1987), conocido deportivamente como Pedro, es un futbolista español. Juega de delantero y su equipo es la S. S. Lazio de la Serie A de Italia.
Es el único jugador español de la historia del fútbol que ha conseguido marcar al menos un gol en las seis competiciones oficiales de clubes durante una misma temporada: Liga, Copa del Rey, Supercopa de España, Liga de Campeones de la UEFA, Supercopa de Europa y Copa Mundial de Clubes durante el año 2009.
Este logro lo alcanzó el 16 de diciembre de 2009 al marcar uno de los goles de su equipo, el F. C. Barcelona, en el Mundial de Clubes de Abu Dhabi durante la semifinal contra el Atlante de México, también marcó en la final contra el Estudiantes de La Plata de Argentina, gol que sirvió para provocar la prórroga del partido, en el minuto 89.
En un año y medio se convirtió en el único jugador en marcar en todas las competiciones oficiales de clubes. Cuenta en su palmarés con cinco ligas, tres Copas del Rey, cuatro Supercopas de España, tres Ligas de Campeones de la UEFA, tres Supercopas de Europa, dos Copa Mundial de Clubes de la FIFA, el Mundial de Sudáfrica en 2010 y la Eurocopa en 2012.
En 2010 recibió la Medalla de Oro de Canarias, máxima distinción de la Comunidad donde nació. También fue premiado con el Teide de Oro de Radio Club Tenerife. En 2011 fue galardonado con la Medalla de Oro de la Real Orden del Mérito Deportivo, máxima distinción individual del deporte otorgada en España.
Es uno de los 7 jugadores que ha ganado el triplete en dos ocasiones con el F. C. Barcelona, junto a Xavi Hernández, Andrés Iniesta, Lionel Messi, Dani Alves, Gerard Piqué y Sergio Busquets.

## Trayectoria
Pedro nació en Santa Cruz de Tenerife en 1987. Conocido en sus inicios con el apodo de Pedrito, se formó en un equipo local llamado Club Deportivo San Isidro. La temporada 2003/04 empezó a destacar con el equipo juvenil, anotando 35 goles en la liga de la categoría. Ese mismo año llegó a debutar con el primer equipo en Tercera División, a pesar de tener sólo 17 años. Al término de la temporada, en agosto de 2004, y tras participar en el Torneo Juvenil de Adeje, fue descubierto por los ojeadores del F. C. Barcelona, que decidieron incorporarlo a los juveniles del club azulgrana.

### F. C. Barcelona
Con el equipo juvenil del F. C. Barcelona fue campeón de liga en la temporada 2006/07 y de Copa en 2007 -anotando un gol en la final-. Tras pasar por el desaparecido F. C. Barcelona "C", y tras la desaparición de este, en la temporada 2007-08 saltó al F. C. Barcelona "B", a las órdenes de Pep Guardiola, donde logró el campeonato de Tercera División de España y el ascenso de categoría. Su llegada al segundo equipo fue avalada por el propio Guardiola y Juan Carlos Pérez Rojo, su entrenador en juveniles, cuando parecía que su futuro era irse cedido al Racing Club Portuense.
Su debut con el primer equipo del Barcelona fue el 11 de septiembre de 2007, con motivo de la final de la Copa Cataluña, en la que los azulgrana cayeron ante el Gimnàstic de Tarragona.

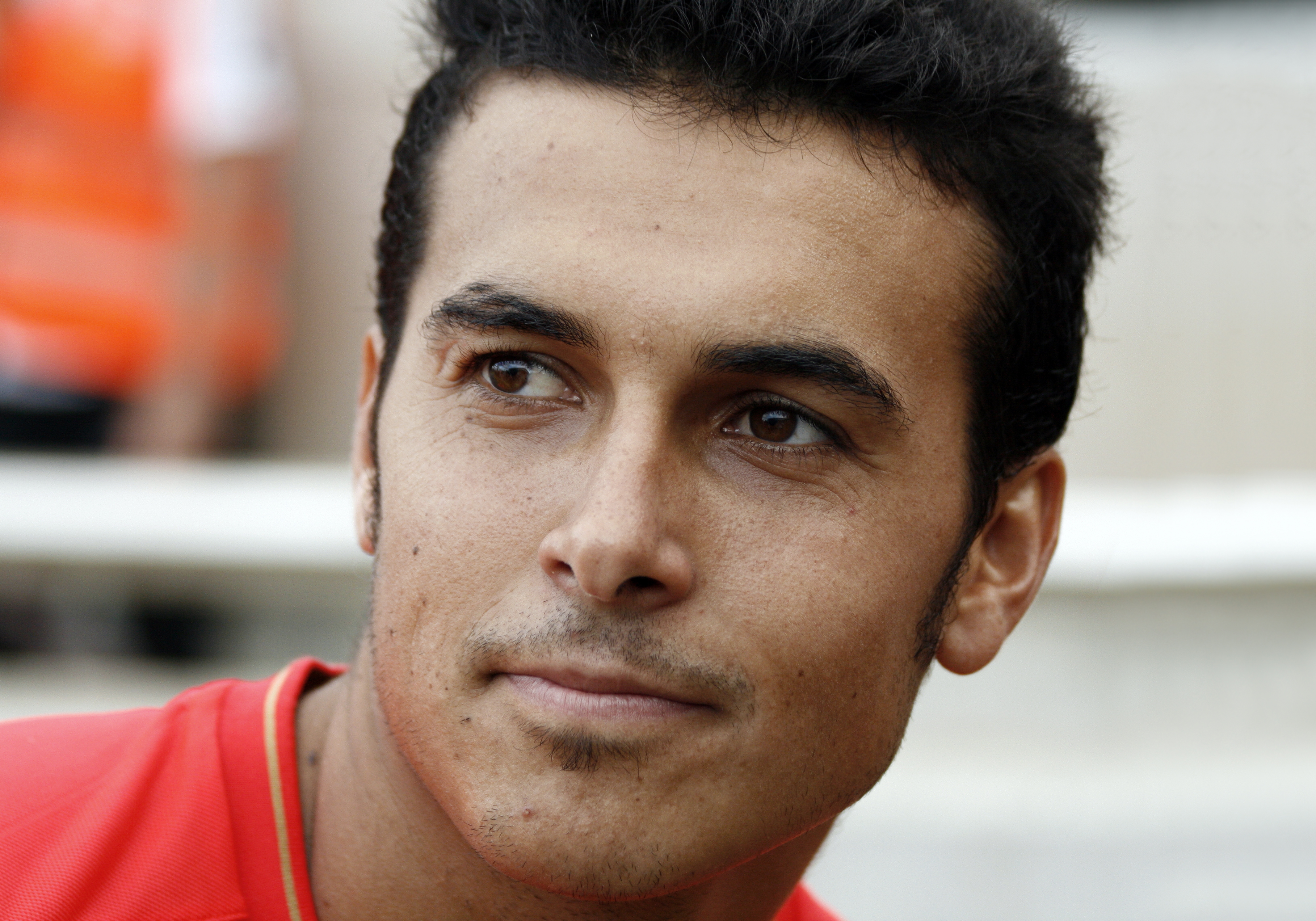
Pedro en 2008

El 12 de enero de 2008 entró en la convocatoria del F. C. Barcelona - Real Murcia, tras una lesión de última hora de Santiago Ezquerro, y ese mismo día debutó en Primera División, sustituyendo a Samuel Eto'o en los tres últimos minutos del partido, cuando los azulgrana dominaban por cuatro goles a cero.
En la temporada 2008/09, el nuevo técnico, Pep Guardiola, le convocó para realizar la pretemporada con el primer equipo en tierras escocesas, donde logró su primer gol con la camiseta azulgrana, en un encuentro amistoso A partir del stage en Escocia el club le cambió su diminutivo "Pedrito" por su nombre "Pedro" en la serigrafía de las camisetas.
Poco después, el 13 de agosto de 2008, debutó como titular en un encuentro de la eliminatoria previa de la Liga de Campeones de la UEFA, contra el Wisła Cracovia.

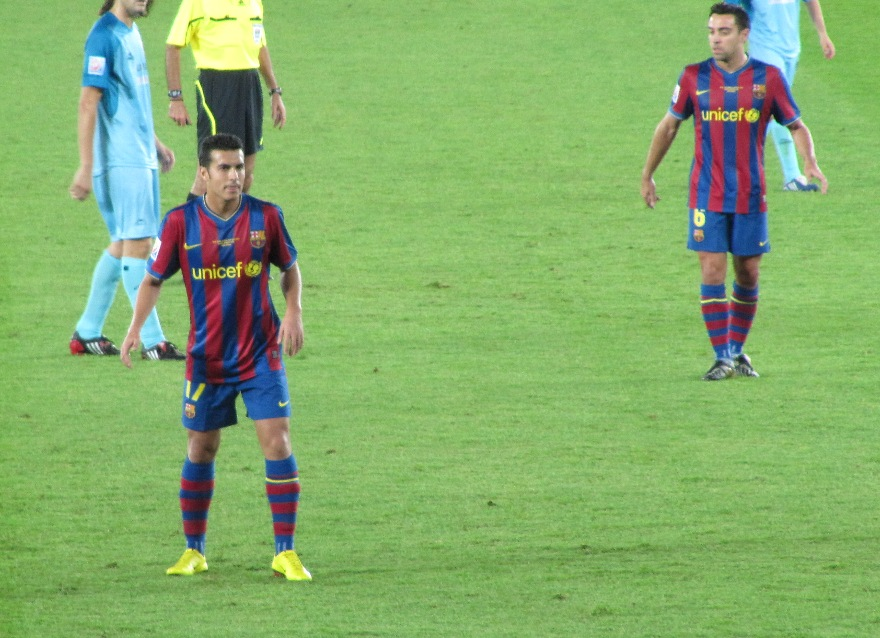
Pedro (izquierda) y Xavi, durante el Mundial de Clubes de 2009

Esa temporada la jugaría a caballo entre el primer equipo, donde tuvo 13 apariciones, y el F. C. Barcelona "B" en Segunda B, donde fue uno de los jugadores más importantes para el entrenador Luis Enrique, con 27 apariciones.
Fue convocado para la final de la Liga de Campeones de la UEFA disputada en Roma entre el F. C. Barcelona y el Manchester United. Sustituyó a Andrés Iniesta en el 92', jugando así los últimos minutos del tiempo de descuento.
El 16 de agosto de 2009 anotó su primer gol oficial con la camiseta del primer equipo, convirtiendo el segundo gol del Barça en la ida de la Supercopa de España, frente al Athletic de Bilbao en San Mamés, finalizando el partido con el resultado de 1-2. Esa misma semana firmó su primer contrato profesional que le vinculaba al primer equipo blaugrana hasta junio de 2014 y con una cláusula de rescisión de 75 millones de euros.
El 29 de agosto de 2009, en el minuto 26 del segundo tiempo extra (116 tiempo corrido) anotó el gol, a pase de Lionel Messi, que le dio el título de campeón de la Supercopa de Europa al F. C. Barcelona.
El 29 de septiembre de 2009 anotó su primer gol en Liga de Campeones de la UEFA en el minuto 76 ante el FC Dinamo de Kiev, el cual le dio la victoria al F. C. Barcelona por 2-0.
El 19 de diciembre de 2009 contribuyó en la victoria del F. C. Barcelona al lograr el empate en el minuto 89 ante Estudiantes de La Plata en la final de la Copa Mundial de Clubes de la FIFA realizada en Abu Dabi, la que ganaría el equipo blaugrana en el tiempo extra gracias a un gol con el pecho de Lionel Messi. Así, el canario consiguió marcar en 6 competiciones distintas dentro de un mismo año.
El 28 de mayo de 2011 contribuyó a la victoria de su equipo al marcar el primer gol del partido en el minuto 27, que terminaría con 3-1 para el cuadro azulgrana, ante el Manchester United en la final de la Liga de Campeones.
El 5 de julio de 2011 se anunció la renovación del futbolista hasta 2016.
El 11 de agosto de 2015, en la final de la Supercopa de Europa marcó el quinto y definitivo gol que le dio la victoria al Barça por 5-4 ante el Sevilla F. C. en el minuto 115' de la prórroga.

### Chelsea F. C.
El 20 de agosto de 2015 se confirmó su traspaso al Chelsea Football Club firmando un contrato por cuatro temporadas, su fichaje fue por 27 millones de euros más otros 3 millones en variables. Hizo su debut oficial el 23 de agosto contra el West Bromwich Albion F. C. en la tercera jornada de Premier League marcando también su primer gol con el equipo londinense.

Su primera temporada en el club londinense lució el dorsal número 17, si bien al año siguiente cambió al 11, número que habitualmente llevaba en la selección española. 
El 9 de agosto de 2020, tras cinco años en el equipo, abandonó el club tras expirar su contrato.

### Roma
El 25 de agosto se hizo oficial su fichaje por la A. S. Roma por tres temporadas. Tras cumplir la primera de ellas, y al no contar para el nuevo entrenador José Mourinho, se marchó a la S. S. Lazio, siendo el primer jugador en 40 años que cambia directamente de uno de los dos principales equipos de la ciudad de Roma al otro.

## Selección nacional

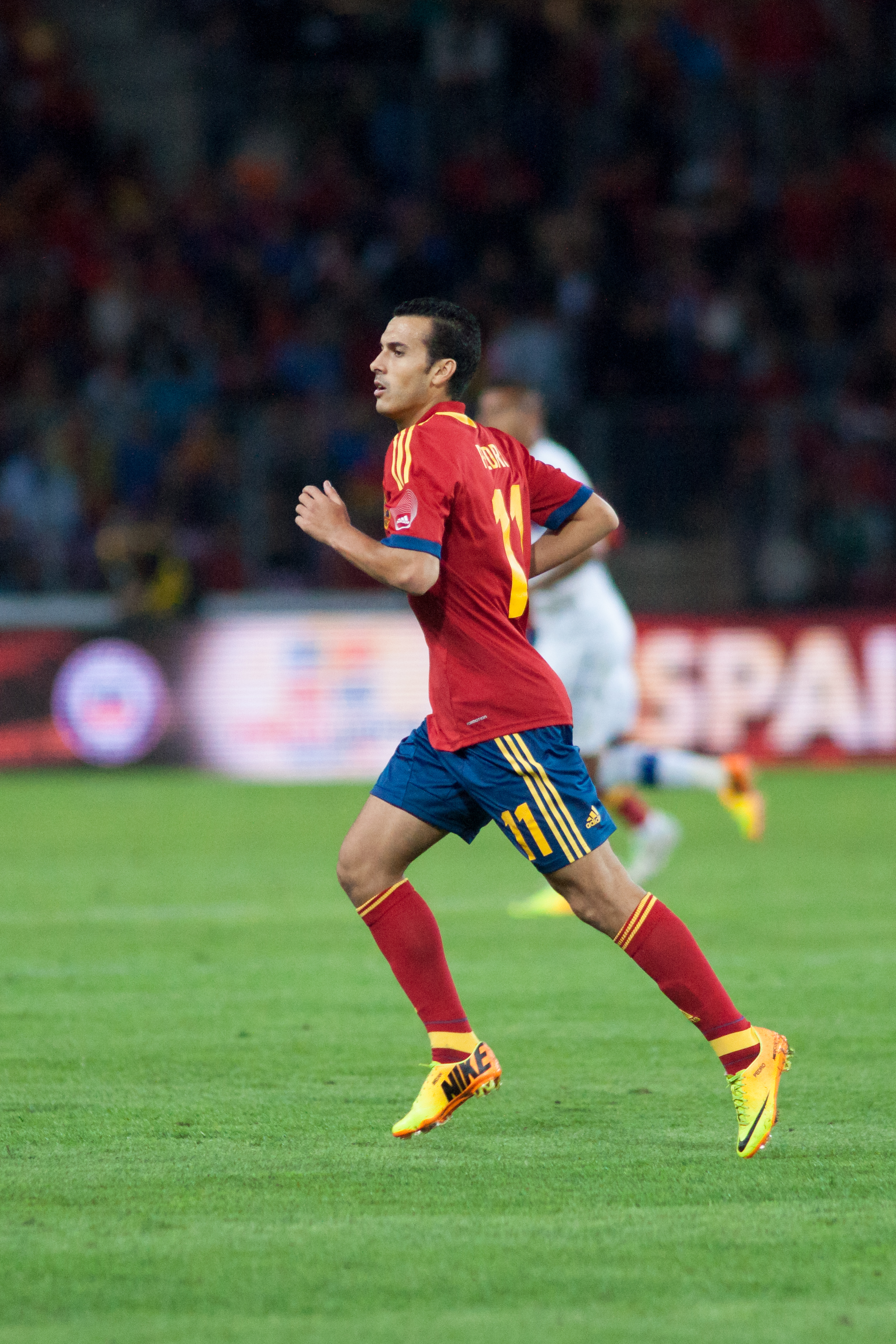
Pedro jugando con la selección española durante un partido contra en 2013

Como internacional absoluto, Pedro sumó 65 internacionalidades y 17 goles. Representó a España, de la que es el duodécimo máximo goleador con 12 goles, en las fases finales de las Eurocopas de 2012 y 2016, en las de las Copas del Mundo de Sudáfrica 2010 y Brasil 2014, y en la Copa Confederaciones de 2013. Su debut internacional se produjo el 29 de mayo de 2010 en el Tivoli Neu de Austria, en un partido amistoso en el que España ganó por 3 a 2 a Arabia Saudita. Entró en el minuto 59 en sustitución de David Silva y lució el dorsal 18.
Marcó su primer gol con la selección en un amistoso disputado el 8 de junio de 2010 contra Polonia. Su primera participación en una fase final con España fue en la Copa del Mundo de 2010, donde jugó cinco partidos, incluida la final del campeonato. En este último partido fue titular y España ganó su primer Mundial tras superar a Países Bajos por 1 a 0.
En junio de 2012 fue convocado para jugar la Eurocopa 2012. El 1 de julio de 2012, jugó la final del torneo en la que España se enfrentó a Italia, donde los españoles golearon a los italianos por 4 a 0, con goles de Silva, Jordi Alba, Torres y Mata, proclamándose campeona de Europa. Pedro sustituyó a Silva en la segunda parte, siendo su tercer partido en el campeonato.
Poco después, el 12 de octubre de 2012 anotó su primer hat-trick con la selección, anotando los tres últimos goles en la victoria por 0 a 4 contra Bielorrusia, en un partido de clasificación para el Mundial de 2014. En la Copa Confederaciones 2013 jugó 4 partidos y anotó un gol, en el primer partido ante Uruguay. Finalmente, España quedó subcampeona tras perder en la final por 3 a 0 ante Brasil.
En junio de 2014 fue convocado para jugar el Mundial de 2014. Pedro jugó dos partidos y España quedó eliminada en fases de grupos, con un balance de dos derrotas y una victoria, realizando el peor Mundial de su historia. En la Eurocopa 2016 jugó dos partidos, y la selección cayó en octavos de final ante Italia por 2 a 0.

### Participaciones en fases finales
Participaciones en Copas del Mundo
| Edición           | Sede      | Resultado    | Partidos | Goles |
| ----------------- | --------- | ------------ | -------- | ----- |
| Copa Mundial 2010 | Sudáfrica | Campeón      | 5        | 0     |
| Copa Mundial 2014 | Brasil    | Primera fase | 2        | 0     |

Participaciones en Eurocopas
| Edición       | Sede              | Resultado        | Partidos | Goles |
| ------------- | ----------------- | ---------------- | -------- | ----- |
| Eurocopa 2012 | Polonia y Ucrania | Campeón          | 3        | 0     |
| Eurocopa 2016 | Francia           | Octavos de final | 2        | 0     |

Participaciones en Copas Confederaciones
| Edición                   | Sede   | Resultado  | Partidos | Goles |
| ------------------------- | ------ | ---------- | -------- | ----- |
| Copa Confederaciones 2013 | Brasil | Subcampeón | 4        | 1     |

### Goles como internacional
- Actualizado hasta el último partido jugado el 9 de octubre de 2017.[28]

| \| # \| Fecha \| Lugar \| Rival \| Gol \| Resultado \| Competición \| \| --- \| ----------------------- \| ----------------------------------------------------------- \| -------------- \| --- \| --------- \| --------------------------------- \| \| 1. \| 8 de junio de 2010 \| Estadio Nueva Condomina, Murcia (España) \| Polonia \| 6–0 \| 6–0 \| Amistoso \| \| 2. \| 7 de junio de 2011 \| Estadio José Antonio Anzoátegui, Puerto La Cruz (Venezuela) \| Venezuela \| 0–2 \| 0–3 \| Amistoso \| \| 3. \| 7 de septiembre de 2012 \| Estadio Municipal de Pasarón, Pontevedra (España) \| Arabia Saudita \| 2–0 \| 5–0 \| Amistoso \| \| 4. \| 7 de septiembre de 2012 \| Estadio Municipal de Pasarón, Pontevedra (España) \| Arabia Saudita \| 5–0 \| 5–0 \| Amistoso \| \| 5. \| 12 de octubre de 2012 \| Estadio Dinamo, Minsk (Bielorrusia) \| Bielorrusia \| 2–0 \| 4–0 \| Clasificación Mundial Brasil 2014 \| \| 6. \| 12 de octubre de 2012 \| Estadio Dinamo, Minsk (Bielorrusia) \| Bielorrusia \| 3–0 \| 4–0 \| Clasificación Mundial Brasil 2014 \| \| 7. \| 12 de octubre de 2012 \| Estadio Dinamo, Minsk (Bielorrusia) \| Bielorrusia \| 4–0 \| 4–0 \| Clasificación Mundial Brasil 2014 \| \| 8. \| 14 de noviembre de 2012 \| Estadio Rommel Fernández, Panamá (Panamá) \| Panamá \| 0–1 \| 1–5 \| Amistoso \| \| 9. \| 14 de noviembre de 2012 \| Estadio Rommel Fernández, Panamá (Panamá) \| Panamá \| 0–3 \| 1–5 \| Amistoso \| \| 10. \| 6 de febrero de 2013 \| Estadio Internacional Khalifa, Doha (Catar) \| Uruguay \| 2–1 \| 3–1 \| Amistoso \| \| 11. \| 6 de febrero de 2013 \| Estadio Internacional Khalifa, Doha (Catar) \| Uruguay \| 3–1 \| 3–1 \| Amistoso \| \| 12. \| 26 de marzo de 2013 \| Stade de France, Saint-Denis (Francia) \| Francia \| 0–1 \| 0–1 \| Clasificación Mundial Brasil 2014 \| \| 13. \| 16 de junio de 2013 \| Arena Pernambuco, Recife (Brasil) \| Uruguay \| 1–0 \| 2–1 \| Copa Confederaciones 2013 \| \| 14. \| 5 de marzo de 2014 \| Estadio Vicente Calderón, Madrid (España) \| Italia \| 1–0 \| 1–0 \| Amistoso \| \| 15. \| 8 de septiembre de 2014 \| Estadio Ciudad de Valencia, Valencia (España) \| Macedonia \| 5–1 \| 5–1 \| Clasificación Eurocopa 2016 \| \| 16. \| 15 de noviembre de 2014 \| Estadio Nuevo Colombino, Huelva (España) \| Bielorrusia \| 3–0 \| 3–0 \| Clasificación Eurocopa 2016 \| \| 17. \| 29 de mayo de 2016 \| Kybunpark, San Galo (Suiza) \| Bosnia \| 3–1 \| 3–1 \| Amistoso \| |                         |                                                             |                |     |           |                                   |
| # | Fecha                   | Lugar                                                       | Rival          | Gol | Resultado | Competición                       |
| 1. | 8 de junio de 2010      | Estadio Nueva Condomina, Murcia (España)                    | Polonia        | 6–0 | 6–0       | Amistoso                          |
| 2. | 7 de junio de 2011      | Estadio José Antonio Anzoátegui, Puerto La Cruz (Venezuela) | Venezuela      | 0–2 | 0–3       | Amistoso                          |
| 3. | 7 de septiembre de 2012 | Estadio Municipal de Pasarón, Pontevedra (España)           | Arabia Saudita | 2–0 | 5–0       | Amistoso                          |
| 4. | 7 de septiembre de 2012 | Estadio Municipal de Pasarón, Pontevedra (España)           | Arabia Saudita | 5–0 | 5–0       | Amistoso                          |
| 5. | 12 de octubre de 2012   | Estadio Dinamo, Minsk (Bielorrusia)                         | Bielorrusia    | 2–0 | 4–0       | Clasificación Mundial Brasil 2014 |
| 6. | 12 de octubre de 2012   | Estadio Dinamo, Minsk (Bielorrusia)                         | Bielorrusia    | 3–0 | 4–0       | Clasificación Mundial Brasil 2014 |
| 7. | 12 de octubre de 2012   | Estadio Dinamo, Minsk (Bielorrusia)                         | Bielorrusia    | 4–0 | 4–0       | Clasificación Mundial Brasil 2014 |
| 8. | 14 de noviembre de 2012 | Estadio Rommel Fernández, Panamá (Panamá)                   | Panamá         | 0–1 | 1–5       | Amistoso                          |
| 9. | 14 de noviembre de 2012 | Estadio Rommel Fernández, Panamá (Panamá)                   | Panamá         | 0–3 | 1–5       | Amistoso                          |
| 10. | 6 de febrero de 2013    | Estadio Internacional Khalifa, Doha (Catar)                 | Uruguay        | 2–1 | 3–1       | Amistoso                          |
| 11. | 6 de febrero de 2013    | Estadio Internacional Khalifa, Doha (Catar)                 | Uruguay        | 3–1 | 3–1       | Amistoso                          |
| 12. | 26 de marzo de 2013     | Stade de France, Saint-Denis (Francia)                      | Francia        | 0–1 | 0–1       | Clasificación Mundial Brasil 2014 |
| 13. | 16 de junio de 2013     | Arena Pernambuco, Recife (Brasil)                           | Uruguay        | 1–0 | 2–1       | Copa Confederaciones 2013         |
| 14. | 5 de marzo de 2014      | Estadio Vicente Calderón, Madrid (España)                   | Italia         | 1–0 | 1–0       | Amistoso                          |
| 15. | 8 de septiembre de 2014 | Estadio Ciudad de Valencia, Valencia (España)               | Macedonia      | 5–1 | 5–1       | Clasificación Eurocopa 2016       |
| 16. | 15 de noviembre de 2014 | Estadio Nuevo Colombino, Huelva (España)                    | Bielorrusia    | 3–0 | 3–0       | Clasificación Eurocopa 2016       |
| 17. | 29 de mayo de 2016      | Kybunpark, San Galo (Suiza)                                 | Bosnia         | 3–1 | 3–1       | Amistoso                          |

## Estadísticas

### Clubes
Actualizado hasta el último partido jugado el 25 de mayo de 2025.
| Club | Div.          | Temporada     | Liga  | Liga  | Copas nacionales(1) | Copas nacionales(1) | Torneos internacionales(2) | Torneos internacionales(2) | Total | Total |
| Club | Div.          | Temporada     | Part. | Goles | Part.               | Goles               | Part.                      | Goles                      | Part. | Goles |
| --- | ------------- | ------------- | ----- | ----- | ------------------- | ------------------- | -------------------------- | -------------------------- | ----- | ----- |
| F. C. Barcelona "B" · España | 2.ª B         | 2006-07       | 1     | 0     | —                   | —                   | —                          | —                          | 1     | 0     |
| F. C. Barcelona "B" · España | 3.ª           | 2007-08       | 37    | 7     | —                   | —                   | —                          | —                          | 37    | 7     |
| F. C. Barcelona "B" · España | 2.ª B         | 2008-09       | 17    | 10    | —                   | —                   | —                          | —                          | 17    | 10    |
| F. C. Barcelona "B" · España | Total club    | Total club    | 55    | 17    | 0                   | 0                   | 0                          | 0                          | 55    | 17    |
| F. C. Barcelona · España | 1.ª           | 2007-08       | 2     | 0     | 0                   | 0                   | 0                          | 0                          | 2     | 0     |
| F. C. Barcelona · España | 1.ª           | 2008-09       | 6     | 0     | 3                   | 0                   | 5                          | 0                          | 14    | 0     |
| F. C. Barcelona · España | 1.ª           | 2009-10       | 34    | 12    | 6                   | 4                   | 12                         | 7                          | 52    | 23    |
| F. C. Barcelona · España | 1.ª           | 2010-11       | 33    | 13    | 8                   | 4                   | 12                         | 5                          | 53    | 22    |
| F. C. Barcelona · España | 1.ª           | 2011-12       | 29    | 5     | 7                   | 4                   | 12                         | 4                          | 48    | 13    |
| F. C. Barcelona · España | 1.ª           | 2012-13       | 28    | 7     | 7                   | 2                   | 10                         | 1                          | 45    | 10    |
| F. C. Barcelona · España | 1.ª           | 2013-14       | 37    | 15    | 10                  | 3                   | 7                          | 1                          | 54    | 19    |
| F. C. Barcelona · España | 1.ª           | 2014-15       | 35    | 6     | 6                   | 5                   | 9                          | 0                          | 50    | 11    |
| F. C. Barcelona · España | 1.ª           | 2015-16       | 0     | 0     | 2                   | 0                   | 1                          | 1                          | 3     | 1     |
| F. C. Barcelona · España | Total club    | Total club    | 204   | 58    | 49                  | 22                  | 68                         | 19                         | 321   | 99    |
| Chelsea F. C. Inglaterra | 1.ª           | 2015-16       | 29    | 7     | 5                   | 1                   | 6                          | 0                          | 40    | 8     |
| Chelsea F. C. Inglaterra | 1.ª           | 2016-17       | 35    | 9     | 8                   | 4                   | —                          | —                          | 43    | 13    |
| Chelsea F. C. Inglaterra | 1.ª           | 2017-18       | 31    | 4     | 10                  | 2                   | 7                          | 1                          | 48    | 7     |
| Chelsea F. C. Inglaterra | 1.ª           | 2018-19       | 31    | 8     | 7                   | 0                   | 14                         | 5                          | 52    | 13    |
| Chelsea F. C. Inglaterra | 1.ª           | 2019-20       | 11    | 1     | 8                   | 1                   | 4                          | 0                          | 23    | 2     |
| Chelsea F. C. Inglaterra | Total club    | Total club    | 137   | 29    | 38                  | 8                   | 31                         | 6                          | 206   | 43    |
| A. S. Roma · Italia | 1.ª           | 2020-21       | 27    | 5     | 1                   | 0                   | 12                         | 1                          | 40    | 6     |
| A. S. Roma · Italia | Total club    | Total club    | 27    | 5     | 1                   | 0                   | 12                         | 1                          | 40    | 6     |
| S. S. Lazio · Italia | 1.ª           | 2021-22       | 32    | 9     | 1                   | 0                   | 8                          | 1                          | 41    | 10    |
| S. S. Lazio · Italia | 1.ª           | 2022-23       | 36    | 4     | 2                   | 0                   | 8                          | 3                          | 46    | 7     |
| S. S. Lazio · Italia | 1.ª           | 2023-24       | 33    | 1     | 4                   | 0                   | 8                          | 2                          | 45    | 3     |
| S. S. Lazio · Italia | 1.ª           | 2024-25       | 30    | 10    | 2                   | 0                   | 12                         | 4                          | 44    | 14    |
| S. S. Lazio · Italia | Total club    | Total club    | 131   | 24    | 9                   | 0                   | 36                         | 10                         | 176   | 34    |
| Total carrera | Total carrera | Total carrera | 554   | 133   | 97                  | 30                  | 147                        | 36                         | 798   | 199   |
| (1) Incluye datos de la Copa del Rey, Supercopa de España, FA Cup, Copa de la Liga de Inglaterra, Community Shield, Copa Italia y Supercopa de Italia. (2) Incluye datos de Liga de Campeones de la UEFA, Liga Europa de la UEFA, Liga Europa Conferencia de la UEFA, Supercopa de Europa y Mundial de Clubes. |               |               |       |       |                     |                     |                            |                            |       |       |

### Selección nacional
Actualizado hasta el último partido jugado el 10 de octubre de 2017.
| Selección             | Año                   | Amistoso | Amistoso | Clasificación Mundialista | Clasificación Mundialista | Mundial | Mundial | Clasificación Europea | Clasificación Europea | Eurocopa | Eurocopa | Confederaciones | Confederaciones | Total | Total |
| Selección             | Año                   | Part.    | Goles    | Part.                     | Goles                     | Part.   | Goles   | Part.                 | Goles                 | Part.    | Goles    | Part.           | Goles           | Part. | Goles |
| --------------------- | --------------------- | -------- | -------- | ------------------------- | ------------------------- | ------- | ------- | --------------------- | --------------------- | -------- | -------- | --------------- | --------------- | ----- | ----- |
| España                | 2010                  | 5        | 1        | 0                         | 0                         | 5       | 0       | 1                     | 0                     | 0        | 0        | 0               | 0               | 11    | 1     |
| España                | 2011                  | 3        | 0        | 0                         | 0                         | 0       | 0       | 1                     | 0                     | 0        | 0        | 0               | 0               | 4     | 0     |
| España                | 2012                  | 2        | 4        | 3                         | 3                         | 0       | 0       | 0                     | 0                     | 3        | 0        | 0               | 0               | 8     | 7     |
| España                | 2013                  | 5        | 2        | 5                         | 1                         | 0       | 0       | 0                     | 0                     | 0        | 0        | 4               | 1               | 14    | 4     |
| España                | 2014                  | 4        | 0        | 0                         | 0                         | 2       | 0       | 4                     | 2                     | 0        | 0        | 0               | 0               | 10    | 2     |
| España                | 2015                  | 2        | 0        | 0                         | 0                         | 0       | 0       | 4                     | 0                     | 0        | 0        | 0               | 0               | 6     | 0     |
| España                | 2016                  | 4        | 1        | 0                         | 0                         | 0       | 0       | 0                     | 0                     | 2        | 0        | 0               | 0               | 6     | 1     |
| España                | 2017                  | 2        | 0        | 3                         | 0                         | 0       | 0       | 0                     | 0                     | 0        | 0        | 0               | 0               | 5     | 0     |
| Total en la selección | Total en la selección | 27       | 8        | 11                        | 4                         | 7       | 0       | 10                    | 2                     | 5        | 0        | 4               | 1               | 64    | 15    |

### Hat-tricks
| Partidos en los que anotó tres o más goles | Partidos en los que anotó tres o más goles | Partidos en los que anotó tres o más goles | Partidos en los que anotó tres o más goles | Partidos en los que anotó tres o más goles | Partidos en los que anotó tres o más goles | Partidos en los que anotó tres o más goles | Partidos en los que anotó tres o más goles |
| #                                          | Fecha                                      | Lugar                                      | Equipo                                     | Rival                                      | Goles                                      | Resultado                                  | Competición                                |
| ------------------------------------------ | ------------------------------------------ | ------------------------------------------ | ------------------------------------------ | ------------------------------------------ | ------------------------------------------ | ------------------------------------------ | ------------------------------------------ |
| 1                                          | 12 de octubre de 2012                      | Dinamo Stadium, Minsk                      | España                                     | Bielorrusia                                | Gol · Gol · Gol                            | 0 - 4                                      | Clasificación Mundial 2014                 |
| 2                                          | 21 de septiembre de 2013                   | Vallecas, Madrid                           | F. C. Barcelona                            | Rayo Vallecano                             | Gol · Gol · Gol                            | 0 - 4                                      | Primera División 2013-14                   |
| 3                                          | 22 de diciembre de 2013                    | Coliseum Alfonso Pérez, Getafe             | F. C. Barcelona                            | Getafe C. F.                               | Gol · Gol · Gol                            | 2 - 5                                      | Primera División 2013-14                   |
| 4                                          | 16 de diciembre de 2014                    | Camp Nou, Barcelona                        | F. C. Barcelona                            | S. D. Huesca                               | Gol · Gol · Gol                            | 8 - 1                                      | Copa del Rey 2014-15                       |

## Palmarés

### Títulos nacionales
| Título              | Club                | País       | Año  |
| ------------------- | ------------------- | ---------- | ---- |
| Tercera División    | F. C. Barcelona "B" | España     | 2008 |
| Copa del Rey        | F. C. Barcelona     | España     | 2009 |
| Liga Española       | F. C. Barcelona     | España     | 2009 |
| Supercopa de España | F. C. Barcelona     | España     | 2009 |
| Liga Española       | F. C. Barcelona     | España     | 2010 |
| Supercopa de España | F. C. Barcelona     | España     | 2010 |
| Liga Española       | F. C. Barcelona     | España     | 2011 |
| Supercopa de España | F. C. Barcelona     | España     | 2011 |
| Copa del Rey        | F. C. Barcelona     | España     | 2012 |
| Liga Española       | F. C. Barcelona     | España     | 2013 |
| Supercopa de España | F. C. Barcelona     | España     | 2013 |
| Liga Española       | F. C. Barcelona     | España     | 2015 |
| Copa del Rey        | F. C. Barcelona     | España     | 2015 |
| Premier League      | Chelsea F. C.       | Inglaterra | 2017 |
| FA Cup              | Chelsea F. C.       | Inglaterra | 2018 |

### Títulos internacionales
| Título                 | Club (*)            | Sede              | Año  |
| ---------------------- | ------------------- | ----------------- | ---- |
| Liga de Campeones      | F. C. Barcelona     | Roma              | 2009 |
| Supercopa de Europa    | F. C. Barcelona     | Mónaco            | 2009 |
| Mundial de Clubes      | F. C. Barcelona     | Emiratos Árabes   | 2009 |
| Copa Mundial de Fútbol | Selección de España | Sudáfrica         | 2010 |
| Liga de Campeones      | F. C. Barcelona     | Londres           | 2011 |
| Supercopa de Europa    | F. C. Barcelona     | Mónaco            | 2011 |
| Mundial de Clubes      | F. C. Barcelona     | Japón             | 2011 |
| Eurocopa               | Selección de España | Polonia y Ucrania | 2012 |
| Liga de Campeones      | F. C. Barcelona     | Berlín            | 2015 |
| Supercopa de Europa    | F. C. Barcelona     | Tiflis            | 2015 |
| Liga Europa            | Chelsea F. C.       | Bakú              | 2019 |

(*) Incluyendo la selección.

### Distinciones individuales
| Distinción                                     | Año  |
| ---------------------------------------------- | ---- |
| Premier League Goal of the Month (noviembre)   | 2016 |
| Premier League Goal of the Month (abril)       | 2017 |
| Premier League Milestones Award (100 partidos) | 2018 |

## Condecoraciones
| Distinción                                       | Año  |
| ------------------------------------------------ | ---- |
| Hijo ilustre de Tenerife                         | 2010 |
| Medalla de Oro - Real Orden del Mérito Deportivo | 2011 |
| Medalla de Oro de Canarias                       | 2011 |

## Estilo de juego
Pedro puede jugar tanto de extremo izquierdo como derecho. Tiene una buena visión de juego, lo que le permite estar siempre bien ubicado en el campo para recibir balones aéreos. Se destaca por ser un jugador altruista y técnico, con una buena resistencia. Thierry Henry, compañero de Pedro durante su estancia en el Barcelona, comentó sobre el español en una entrevista: «La forma en que juega, la forma en que se comporta, no habla, no crea un problema, es un jugador ideal en el equipo».

## Vida privada
Pedro Rodríguez es hijo único de Juan Antonio Rodríguez y de Monserrat Ledesma, que viven en Santa Cruz de Tenerife. Su primera esposa fue Carolina Martín, y se casó con ella en el año 2015. El primer hijo entre ellos se llamó Bryan, nacido en 2013. Con Carolina tuvo dos hijos más, Kyle, nacido en 2016 y Mark, que se desconoce su fecha de nacimiento. En 2017, Pedro fue fotografiado besándose con otra mujer por las calles de Londres. Tras la polémica, Carolina anunció que se habían divorciado meses antes. Los dos acordaron que la madre se quedara con la custodia de los hijos y, por su parte, Pedro pudiera ver a los niños siempre que quisiera y pudiera.